# William Henry Bragg
Pour les articles homonymes, voir William Bragg et Bragg.
Compléments
Père de William Lawrence Bragg.
William Henry Bragg (né le 2 juillet 1862 à Wigton (Cumberland, Angleterre) et mort le 12 mars 1942 à Londres) est un physicien et un chimiste britannique. 
Il partage avec son fils, William Lawrence Bragg, le prix Nobel de physique de 1915 « pour leurs travaux d'analyse des structures cristallines à l'aide des rayons X ». Ils découvrirent ensemble la loi de Bragg, qui interprète le processus de la diffraction des radiations sur un cristal.
Il a enseigné à l'université d'Adélaïde en Australie (1886-1908), à l'université de Leeds (1909-1915) et à l'université de Londres (1915-1923). À partir de 1923, il a été professeur Fullerien de chimie à la Royal Institution et directeur du laboratoire de recherche Davy-Faraday. Il est devenu Fellow de la Royal Society en 1906 et a aussi été président de cette société de 1935 à 1940. Il est lauréat de la Médaille Rumford en 1916 et de la Médaille Franklin en 1930.

## Biographie

### Jeunesse
William Henry Bragg est le fils de Robert John Bragg, un capitaine de marine devenu fermier et de sa femme Mary Wood fille d'un pasteur. Il naît à Westward près de Wigton dans le Cumberland. Il a fait ses études au King William's College dans l'Île de Man puis, après avoir obtenu une bourse, au Trinity College à Cambridge. En 1884 il est reçu troisième wrangler dans les Cambridge mathematical tripos.

### Université d'Adélaïde
En 1885, William Henry Bragg obtient la chaire Elder de professeur de mathématiques pures et appliquées, qui inclut également un enseignement en physique à l'Université d'Adélaïde en Australie et commence sa charge au début de 1886. Il n'a alors que de minces connaissances en physique mais il n'y a que quelques centaines d'étudiants suivant les cours complets et parmi eux seulement une poignée dans le cursus scientifique. Cela permet à Bragg de développer les premières années ses connaissances en sciences, mais ce n'est pas avant qu'il ait 40 ans qu'il commence des travaux de recherche importants. À la rencontre de l'Australasian Association for the Advancement of Science, qui se tient à Dunedin en 1904, Bragg, en tant que président de section, donne une conférence sur « Quelques avancées récentes dans la théorie de la ionisation des gaz » (Some Recent Advances in the Theory of the Ionization of Gases). Cet article est l'origine de son premier livre Studies in Radioactivity, publié en 1912. Peu de temps après sa conférence de 1904, du bromure de radium est mis à sa disposition, avec lequel il peut mener des expériences. En décembre 1904, son article On the Absorption of a Rays and on the Classification of the a Rays from Radium paraît dans le Philosophical Magazine. Dans le même numéro, un article intitulé On the Ionization Curves of Radium, écrit en collaboration avec R. Kleeman, parait également. À la fin de 1908, Bragg démissionne d'Adélaïde pour prendre la chaire Cavendish à l'Université de Leeds.

### Université de Leeds
À Leeds depuis 1909, William Henry Bragg continue ses recherches sur les rayons X avec un certain succès. Il invente le spectromètre et, avec son fils William Lawrence, il fonde une nouvelle discipline : l'analyse par rayons X des structures cristallines. En 1915, le père et le fils sont conjointement récompensés par le prix Nobel de physique « pour leurs travaux d'analyse des structures cristallines à l'aide des rayons X ». Leur somme, X-Rays and Crystal Structure, publiée la même année atteint la cinquième édition dix ans plus tard.

### University College de Londres
William Henry Bragg est nommé Quain Professor de physique à l'University College de Londres en 1915, mais il ne prendra pas ses fonctions avant la fin de la Première Guerre mondiale. Il travaille à l'époque pour le gouvernement notamment dans le domaine de la détection des sous-marins, à Aberdour on Forth et à Harwich, puis retourne à Londres en 1918 comme consultant à l'amirauté. Par la suite en tant que Quain professor, il continue ses travaux sur l'analyse des cristaux.

### Royal Institution
À partir de 1923, William Henry Bragg est Fullerian professor de chimie à la Royal Institution et directeur du laboratoire de recherche Davy-Faraday. En 1929-1930, sous la direction de Bragg, cette institution est presque reconstruite. Durant sa direction, de nombreuses publications seront issues de ce laboratoire.

### Royal Society
William Henry Bragg devient membre de la Royal Society en 1907, est élu vice-président en 1920 et est président de la Royal Society de 1935 à 1940.

## Reconnaissance
William Henry Bragg est créé commandeur de l'Ordre de l'Empire britannique (CBE) en 1917 puis chevalier commandeur (KBE) en 1920, et en 1931 il reçoit l'Ordre du Mérite.

## Postérité
La salle de conférence du King William's College porte son nom.
Un astéroïde porte son nom.

## Repères biographiques
- Université d'Adélaïde (1886-1908)
- Université de Leeds (1909-15)
- University College London (1915-23)
- Royal Institution

## Distinctions et récompenses
- Prix Nobel de physique (1915)
- Médaille Matteucci (1915)
- Médaille Rumford (1916)
- Médaille Franklin (1930)
- Médaille Copley (1930)

## Publications principales
- The World of Sound (1920)
- The Crystalline State - The Romanes Lecture for 1925. Oxford, 1925.
- Concerning the Nature of Things (1925)
- Old Trades and New Knowledge (1926)
- An Introduction to Crystal Analysis (1928)
- The Universe of Light (1933)

### Source
- (en) Bragg, William Henry dans le Dictionary of Australian Biography